# Karmelitinnenkloster Compiègne-Jonquières
Das Karmelitinnenkloster Compiègne-Jonquières ist ein Kloster der Karmelitinnen in Jonquières, Département Oise, im Bistum Beauvais in Frankreich.

## Geschichte
Karmelitinnen der Klöster Amiens und Paris gründeten 1641 den Karmel von Compiègne, der 1648 das neue Klostergebäude beziehen konnte. Durch die Französische Revolution wurde das Kloster aufgelöst. Die Schwestern erlitten 1794 als Märtyrinnen von Compiègne den Tod durch die Guillotine. Vom Klostergebäude sind keine Reste vorhanden.
1835 versuchte Camille de Soyécourt (1757–1849, Ordensname: Camille de l'Enfant-Jésus) vom Kloster Vaugirard in Paris (seit 1920 in Créteil) eine Neugründung, scheiterte aber 1848 an der Revolution von 1848.
1867 kam es zur dritten Klostergründung durch Karmelitinnen von Troyes. Von 1872 bis 1888 wurden die Klostergebäude errichtet. 1892 konnte von Compiègne aus das Kloster Beauvais gegründet werden, das bis 2017 bestand. Vor der Dritten Republik floh der Konvent ins Exil nach Statte, Ortsteil von Huy in Belgien, konnte aber nach dem Ersten Weltkrieg zurückkehren.
1992 bezog der Konvent einen Neubau in Jonquières (10 Kilometer westlich von Compiègne). Dort zählt er heute 12 Ordensfrauen. Sie wohnen in der Rue de Varanval Nr. 38. Das Kloster nennt sich Carmel de l’Annonciation (Mariä Verkündigung).